# Чапаква (Њујорк)
Чапаква (енгл. Chappaqua) насељено је место без административног статуса у америчкој савезној држави Њујорк.

## Демографија
По попису из 2010. године број становника је 1.436, што је 8.032 (-84,8%) становника мање него 2000. године.
| Група             | 2000.         | 2010.         |
| Белци             | 8.515 (89,9%) | 1.084 (75,5%) |
| Афроамериканци    | 89 (0,9%)     | 28 (1,9%)     |
| Азијати           | 532 (5,6%)    | 180 (12,5%)   |
| Хиспаноамериканци | 241 (2,5%)    | 112 (7,8%)    |
| Укупно            | 9.468         | 1.436         |